# Предложение (музыка)
Предложение в музыке — мелодия, законченная тонально и ритмически, имеющая каденцию в конце (в главной тональности или другой, близкой с ней), то есть по своему духу музыкальное предложение имеет тот же смысл что и предложение в лингвистике.
Мелодия в предложении строится симметрично и имеет четное число тактов. В число тактов предложения входит и такт с последним аккордом каденции на сильном времени. Затактная часть предложением не считается. 
Мелодия предложения образуется из мотива — короткой мелодической и ритмической фигуры в один или два такта, повторяющейся на разных ступенях, в первоначальном виде или немного измененном. В мелодию могут входить и два мотива. 
Предложение часто распадается на небольшие отделы или отрывки, равной величины. Число тактов предложения находится в зависимости от скорости движения. В andante достаточно четырех тактов, в moderato — 8 тактов, при скором движении — 16 и даже 32 такта. 
В предложении можно модулировать в те тональности, тонические трезвучия которых входят в состав главной тональности предложения. В конце предложение возвращается в главную тональность.